# Ciampino–G. B. Pastine nemzetközi repülőtér
A Ciampino–G. B. Pastine nemzetközi repülőtér (IATA: CIA, ICAO: LIRA) Olaszország egyik nemzetközi repülőtere, amely Róma közelében található. Ez a repülőtér Róma második legjelentősebb repülőtere a Róma–Fiumicino után. Éves utasforgalma 3 475 902 fő (2022).
A repülőtér fontos csomópontja a fapados légitársaságoknak. A polgári légiközlekedés mellett az Olasz Légierő egyik bázisaként is funkcionál.

## Futópályák
A repülőtér futópályái:
- 15/33 (2207 m, 47 m, aszfalt)

## Forgalom
Az utasforgalom az elmúlt években az alábbi módon változott:
| Utasok száma | 732 363 | 718 562 | 1 794 285 | 4 945 066 | 4 800 259 | 4 781 731 | 5 018 289 | 5 885 812 | 5 879 496 | 3 475 902 |
|              | 1998    | 2001    | 2003      | 2006      | 2009      | 2011      | 2014      | 2017      | 2019      | 2022      |